# Chobie
Chobie (niem. Chobie, 1936-1945 Koben)– wieś w Polsce, położona w województwie opolskim, w powiecie opolskim, w gminie Ozimek, nad potokiem Chobianką. Z miejscowością Chobie związany jest administracyjnie przysiółek Kuziory. W miejscowości znajduje się jednostka OSP, w której budynku znajdował się sklep i bar. W centrum miejscowości znajduje się również kapliczka pw. Matki Bożej Różańcowej.

## Nazwa
Nazwa notowana w 1784 Chobie auch Mischline, 1880 Chobie, 1939 Chobie - Koben. Pochodzi od gwarowego, śląskiego określenia chabie oznaczającego chwasty, badyle lub gałęzie, korzenie zapisywanego na Górnym Śląsku również z końcówkami -a oraz -o. Wywód taki podaje Kazimierz Rymut w Słowniku nazw miejscowych Polski oraz Piotr Gołąb. Nazwa ta została później zgermanizowana przez Niemców na Koben.
Niemieccy autorzy podają, że nazwa miejscowości wywodzi się od śląskiego określenia na jastrzębia – kobuch, względnie wronę – kuba.

## Historia
Nazwa Chobie pojawia się na mapie z 1736 r. – w tym czasie znajdował się w tym miejscu książęcy folwark, który jednak z powodu zadłużenia i niezapłaconych czynszów rozparcelowano. 10 czerwca 1754 r. podpisano umowę z 12 ludźmi z okolicznych miejscowości, którzy zostali osiedleni na dawnym obszarze folwarku i zobowiązali się wybudować w ciągu roku potrzebne budynki gospodarskie.
W 1894 r. wybudowano w Chobiu kapliczkę, poświęconą Matce Bożej Różańcowej.
28 lipca 1934 r. w miejsce nazwy Chobie wprowadzono niemiecką nazwę Koben.

## Liczba mieszkańców
W 1755 r. w Chobiu było 11 kolonistów, a w 1771 r. w miejscowości było 15 zagrodników.
| Rok                | 1754 | 1787 | 1819 | 1845 | 1890 | 1900 | 1910 | 1925 | 1933 | 1939 | 1946 | 1960 | 1965 | 1998 | 2002 | 2005 | 2009 |
| Liczba mieszkańców | 12   | 118  | 128  | 261  | 328  | 365  | 306  | 299  | 364  | 379  | 301  | 344  | 345  | 361  | 321  | 335  | 332  |